# Mühldorf, Mühldorf
Mühldorf je naselje v Občini Mühldorf v Okraju Špital ob Dravi  na Koroškem v Avstriji.